# Anomophryxus deformatus
Anomophryxus deformatus är en kräftdjursart som beskrevs av Sueo M. Shiino 1937. Anomophryxus deformatus ingår i släktet Anomophryxus och familjen Bopyridae. Inga underarter finns listade i Catalogue of Life.